# 李桑德羅·阿隆索
李桑德羅·阿隆索（西班牙語：Lisandro Alonso；1975年6月2日—）是阿根廷電影工作者。

## 生平
2001年，他執導的電影《自由無上限》在第54屆坎城影展一種注目單元中首映；2014年，他執導的《走出安樂鄉》再度進入第67屆坎城影展一種注目單元，並獲得費比西國際影評人獎。

## 電影作品
- 2001年：《自由無上限》（La libertad）
- 2004年：《逝者》（Los muertos）
- 2008年：《利物浦（西班牙语：Liverpool (película de 2008)）》（Liverpool）
- 2014年：《走出安樂鄉（西班牙语：Jauja (película de 2014)）》（Jauja）
- 2023年：《魔幻尤里卡（西班牙语：Eureka (película de 2023)）》（Eureka）

## 外部連結
- 李桑德羅·阿隆索在互联网电影资料库（IMDb）上的資料（英文）